# Gare de Saint-Mammès
Gare de Saint-Mammès – przystanek kolejowy w Saint-Mammès, w departamencie Sekwana i Marna, w regionie Île-de-France, we Francji.
Jest przystankiem Société nationale des chemins de fer français (SNCF), obsługiwanym przez pociągi Transilien linii R Paryż-Lyon.

## Położenie
Znajduje się na 68,130 km linii Paryż – Marsylia. Ze stacji wychodzi linia kolejowa do Lyonu przez Roanne i Saint-Étienne.

## Historia
Do czasu budowy stacji Moret - Veneux-les-Sablons, przystanek Saint-Mammès nosił nazwę Moret - Saint-Mammès.
W 1866 roku cena biletu na trasie z Paryża do Saint-Mammès kowynosiła sztować 7,75 F w 1. klasie, 5,80 w 2. klasie i 4,25 F w 3. klasie.

## Usługi
Stacja jest obsługiwana przez pociągi linii R Transilien z Paryża do Lyonu.